# Benito Suárez de Carbajal
Benito Suárez de Carbajal (Talavera de la Reina, Corona de Castilla, ca. 1495 - Cuzco, Virreinato del Perú, 24 de junio de 1549) fue un licenciado en leyes, conquistador y funcionario imperial español, que fue teniente del gobernador de Lima de 1537 a 1538 y participó en las guerras civiles entre los conquistadores del Perú.
Al ser hermano del factor Illán Suárez de Carbajal, cuya muerte a manos del virrey Blasco Núñez Vela se encargó de vengar durante la batalla de Iñaquito, ordenó a uno de sus sirvientes que ultimara a dicho mandatario, que se hallaba gravemente herido.
Luego fue asignado como corregidor del Cuzco de 1548 hasta su fallecimiento. El escritor peruano Ricardo Palma lo hizo protagonista de dos de sus Tradiciones Peruanas: "La muerte del factor" y "La fruta del cercado ajeno".

## Biografía

### Origen familiar y primeros años
Benito Suárez de Carbajal había nacido en la localidad de Talavera de la Reina. Era hijo de Pedro Suárez de Talavera, alcalde mayor de su villa en 1495 y 1517, y de Catalina González de Carbajal, y tenía un hermano mayor llamado Juan Suárez de Carbajal, obispo de Lugo y primer señor de Peñalver.

### Viaje a la América española
Llegó al Perú en 1534, acompañando a Hernando Pizarro, que retornaba después de informar a la Corona acerca de los acontecimientos recientes de la conquista del Perú. Se halló entre los fundadores de Lima en 1535, donde quedó como teniente de gobernador en 1537 por la ausencia de Francisco Pizarro, quien tuvo que ausentarse para ir a apaciguar a Diego de Almagro, que retornaba por entonces de su fracasada expedición a Chile.
Se esforzó por restaurar la concordia entre los antiguos socios, participando en las juntas de Mala el 13 de noviembre de 1537. Pero no hubo reconciliación y finalmente Almagro fue derrotado en la batalla de las Salinas en 1538.
Fue reconocido como regidor perpetuo de Lima el 30 de agosto de 1538. Después del asesinato de Francisco Pizarro, se plegó a Vaca de Castro en la lucha contra los almagristas, y luchó en la batalla de Chupas el 16 de septiembre de 1542.
Al estallar la rebelión de Gonzalo Pizarro en protesta de las Leyes Nuevas, se sumó a los rebeldes y actuó en la campaña contra el virrey Blasco Núñez Vela, el mismo que había asesinado a su hermano, el factor Illán Suárez de Carbajal. En la batalla de Iñaquito (18 de enero de 1546) peleó como capitán de caballería y en plena lucha ordenó a uno de sus criados que ultimase al virrey malherido. Posteriormente se distanció de los gonzalistas y se unió al pacificador La Gasca, a quien acompañó hasta la batalla de Jaquijahuana (9 de abril de 1548).

### Corregidor del Cuzco y fallecimiento
En recompensa a sus servicios, el 21 de septiembre de 1548 fue nombrado corregidor y justicia mayor del Cuzco, asumiendo como tal el 28 de octubre del mismo año. Ejercía sus funciones cuando, según el Inca Garcilaso de la Vega, "murió desgraciadamente de una caída que dio de una ventana, por el servicio e amores de una dama, y yo le ví enterrar, y me acuerdo que era día de San Juan Bautista." el 24 de junio de 1549.